# 普萊恩維爾 (康乃狄克州)
普萊恩維爾（英語：Plainville）是一個位於美國康乃狄克州哈特福縣的城鎮。

## 地理
普萊恩維爾的座標為41°40′29″N 72°51′25″W / 41.67472°N 72.85694°W，而該地的平均海拔高度為58米（即190英尺）。

## 人口
根據2010年美國人口普查的數據，普萊恩維爾的面積為25.30平方千米，當中陸地面積為25.20平方千米，而水域面積為0.10平方千米。當地共有人口17,716人，而人口密度為每平方千米700人。